# Straßburg, Sankt Veit an der Glan
Straßburg (phát âm tiếng Đức: [ˈʃtʁasbuʁk]), (tiếng Slovene: Cestna Gora) là một thị trấn thuộc huyện Sankt Veit an der Glan trong bang Kärnten, nước Áo. Đô thị Straßburg, Sankt Veit an der Glan có diện tích 97,73 km², dân số thời điểm năm 2005 là 2253 người.
Đô thị này nằm trong thung lũng Gurk dọc theo dãy núi Nock và sông Gurk.
Straßburg được chia thành các khu vực dân cư: St. Georgen, Straßburg-Land, và Straßburg-Stadt.
Các khu vực dân cư này lại được chia thành các đơn vị nhỏ hơn: Bachl, Buldorf, Dörfl, Dielach, Dobersberg, Drahtzug, Edling, Gassarest, Glabötsch, Gruschitz, Gundersdorf, Höllein, Hackl, Hausdorf, Herd, Hohenfeld, Kraßnitz, Kreuth, Kreuzen, Kulmitzen, Langwiesen, Lees, Lieding, Machuli, Mannsdorf, Mellach, Mitterdorf, Moschitz, Olschnögg, Olschnitz, Olschnitz-Lind, Pöckstein-Zwischenwässern, Pölling, Pabenberg, Ratschach, Sankt Georgen, Sankt Jakob, Sankt Johann, Sankt Magdalen, Sankt Peter, Schattseite, Schmaritzen, Schneßnitz, Straßburg-Stadt.

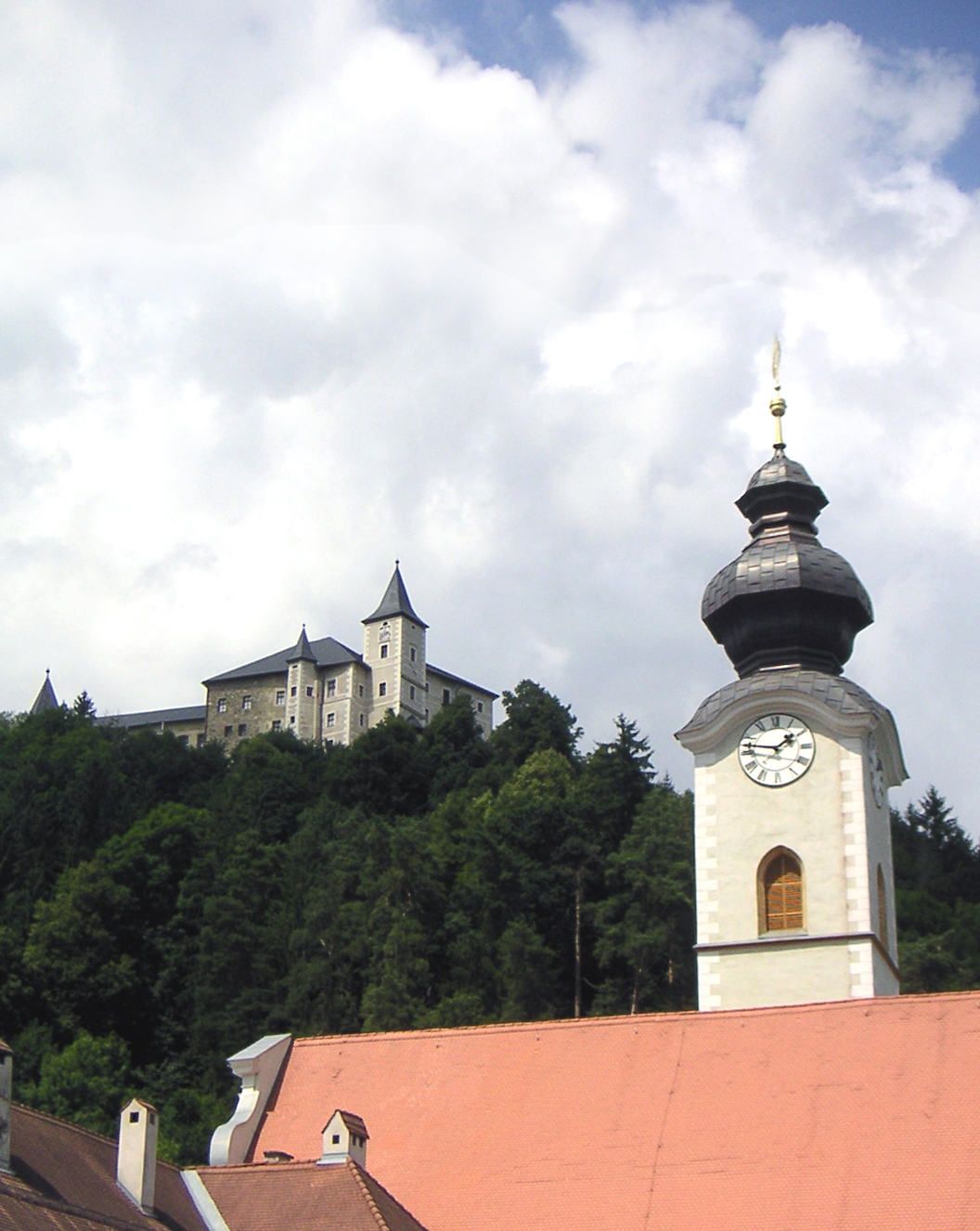
Lâu đài Straßburg nhìn từ thị trấn.

## Kết nghĩa
- Strasburg, Đức
- Treppo Grande, Italia

## Công trình
- Lâu đài Straßburg
- Lâu đài Pöckstein